# Priocera variegata
Priocera variegata là một loài bọ cánh cứng trong họ Cleridae. Loài này được Kirby miêu tả khoa học năm 1818.